# Mamillisphaeria
Mamillisphaeria is een monotypisch geslacht van schimmels behorend tot de familie Melanommataceae. De typesoort is Mamillisphaeria dimorphospora.